# لی یونگ اون
لی یونگ اون (کره‌ای: 이영은؛ زادهٔ ۹ اوت ۱۹۸۲) بازیگر اهل کره جنوبی است. او در مجموعه‌های تلویزیونی همچون پزشکان زنان و زایمان، به زیبایی تو، گپ دونگ، هتل مخفی من، مخمصه، سیگنال و زن زیبا و مرد رمانتیک ایفای نقش کرده است.